# Explorer 1 Prime
Explorer 1 Prime – satelita naukowy typu CubeSat zbudowany przez studentów Space Science and Engineering Laboratory (SSEL) na University of Montana, wystrzelony w 2011 przez rakietę Taurus 3110 wraz z satelitami Glory, KySat-1 i Hermes. Nie dostał się na orbitę z powodu awarii rakiety (nie oddzieliła się osłona ładunku).
Satelita miał kontynuować misję statku Explorer 1, tj. badać pasy Van Allena. Wyposażony był m.in. w licznik Geigera ufundowany przez samego Jamesa Van Allena, który odkrył pasy nazwane później jego nazwiskiem za pomocą detektora promieni kosmicznych zainstalowanego na satelicie Explorer 1.
Misję utraconego satelity podjął bliźniaczy satelita Explorer 1 Prime Unit 2, wystrzelony wraz z satelitą NPP i pięcioma innymi satelitami CubeSat na rakiecie Delta-7920-10C 28 października 2011. Po osiągnięciu orbity przemianowano go na HRBE (William A. Hiscock Radiation Belt Explorer).